# Сорија Вецкија (Милано)
Сорија Вецкија је насеље у Италији у округу Милано, региону Ломбардија.
Према процени из 2011. у насељу је живело 85 становника. Насеље се налази на надморској висини од 95 м.